# Cornelia Bentley Sage Quinton
Cornelia Bentley Sage Quinton (1876-1936) fue una pintora, administrativa y promotora de arte. Estuvo como directora del Museo de Arte Albright (conocido posteriormente como Galería de Arte Albright-Knox) en Buffalo entre 1910 y 1924. Además, pasó a ser la primera mujer en servir como directora del museo de arte en los Estados Unidos el 15 de octubre de 1910.

## Biografía
Cornelia B. Sage nace en 1876 en Bufalo, Estados Unidos. Fue una pintora, administrativa y promotora de las artes en los Estados Unidos a finales del siglo XIX y principios del XX. Cornelia Bentley tuvo su educación en las artes en el Seminario de Buffalo y la Liga de Estudiantes de Arte de Buffalo (precursor de la Escuela de Arte Albright).
Se trasladó por un tiempo a París en la Ecole du Louvre, después en Nueva York, Estados Unidos, estudió en la Art Students’ League of New York con Robert Reid y John Tawachtman. Tras finalizar sus estudios en Nueva York, mantuvo su contacto con Robert Reid a la vez que con muchos otros artistas, como fueron Robert Henri, Childe Hassam, KFM Rehn, Robert Macbeth, John D. Rockefeller, John Quinn y Charles Freer, quien al ser uno de sus amigos más cercanos le permitió promover su activismo político para aquellos artistas franceses durante el periodo de la Primera Guerra Mundial.
Se convirtió en directora del museo en 1910 después de la repentina muerte de Charles M. Kurtz. En Buffalo fue designada como directora de la Academia de Bellas Artes, obteniendo así este cargo por primera vez una mujer en el país. Gracias a su trabajo y dedicación fue nombrada en el año 1916 la primera secretaria-tesorera de la Asociación de Directores de Museos de Arte. Se casó con William Warren Quinton, un cirujano del ejército, el 17 de octubre de 1917. En su vida laboral, Cornelia Bentley al contraer matrimonio puso el apellido de su marido al final del suyo.
Recibe en 1920 la Cruz de la Legión de Honor de Francia tras su trabajo de promocionar el arte francés, y sobre todo, por su labor en diversas exposiciones de arte francés y por la organización de distintas series de exposiciones de pintura europea para que se pudiera viajar a diferentes museos de arte de origen estadounidense durante la Primera Guerra Mundial. El cargo que ella tuvo en la Galería de Arte Albright se prolongó hasta su renuncia y nombramiento como la primera directora del Palacio de la Legión de Honor de California en 1924.
Finalmente muere en Hollywood, California, el 16 de mayo de 1936.

## Ocupación
Cornelia Bentley Sage Quinton tenía como cometido el de elaborar las nóminas, la contabilidad y los deberes amplios relacionados con la secretaría. Sin embargo, tras ser nombrada directora interina de la Galería, sus deberes se vieron alterados puesto que comenzó a ejercer otra variedad de trabajos que con anterioridad no desarrollaba.
Emprendió una exposición innovadora puesto que fue la primera en desarrollarse en un museo estadounidense sobre fotografía fotosecesionista en donde fue comisario Alfred Stieglitz en el año 1910. En el año 1913 realizó distintas exhibiciones de la escuela francesa en donde se pudieron observar obras del escultor francés Bourdelle y, a su vez, una exposición sobre diversos grabados, dibujos y pinturas de la familia Monvel
Tiempo después de la ejecución de dichas exposiciones francesas, en 1916, organizó una sobre escultura  estadounidense contemporánea en donde se pudo apreciar más de 700 piezas de 168 artistas distintos que tuvieron que colocarse a lo largo del campus de la Galería hasta los terrenos de Delaware Park.
Durante un periodo largo de tiempo, Cornelia Bentley Sage Quinton se consagró especialmente a la causa francesa, y las exposiciones que hizo en favor del arte francés reforzaron la imagen del país frente a una América neutral. Una de las iniciativas que desarrolló fue la organización de una recaudación de fondos para proporcionarle a París un lugar que pudiera beneficiar a aquellos artistas franceses durante el periodo de guerra.